# Potts Camp
Potts Camp – miasto w Stanach Zjednoczonych, w stanie Missisipi, w hrabstwie Marshall.